# Acéphale (mythologie)
Pour les articles homonymes, voir Acéphale.
Pour l'absence congénitale d'encéphale et de voute crânienne, voir Anencéphalie.
En mythologie, l'acéphale (en grec ἀκέφαλος / aképhalos) est un être sans tête : espèce imaginaire animale ou humaine, démon ou revenant...

## Animaux
L'une des premières représentations d'acéphales (trois chevaux sans tête) se trouve dans la grotte ornée dite grotte de Fronsac à Vieux-Mareuil (Dordogne) datée du magdalénien récent,. 
Le cheval maléfique sans tête est présent dans le folklore celtique et français. Dans les campagnes françaises, il invite le piéton voyageur isolé à monter sur son dos, pour le noyer dans un étang. En Bretagne, il tire le char de la Mort, et en Irlande, le conducteur du char est lui-même sans tête.
Le cheval « sans queue, ni tête » est présent dans plusieurs rites religieux ou fêtes médiévales comme le rite des Douze jours (entre le 25 décembre et le 6 janvier), et la Fête des Fous où l'ordre naturel et social est bouleversé, au plus profond de la nuit hivernale.

## Humains
Dans l'Antiquité, Pline l'Ancien dans son Histoire Naturelle (V, 46 et VII, 21) signale l'existence de deux peuples sans tête. En Éthiopie, les Blemmyes ont les yeux et la bouche sur la poitrine, alors qu'en Inde occidentale, il existe un peuple sans cou, avec les yeux sur les épaules.

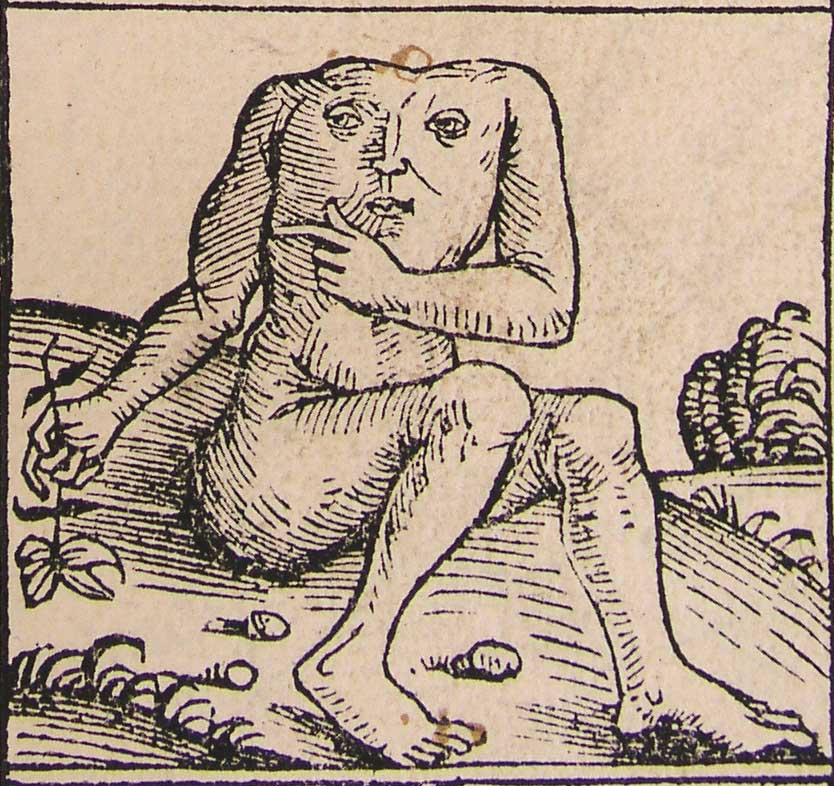
Un Blemmie tenant une fleur, illustration de La Chronique de Nuremberg, 1493.

Au Moyen-Âge, ils sont appelés acéphales. Dans son Florilège (Liber floridus), Lambert de Saint-Omer appelle Lemnnates les Blemmyes. Il existe d'autres appellations médiévales : ceux qui portent les yeux sur les épaules sont des omophtalmes, et ceux dont les yeux et la bouche sont sur la poitrine sont des sternophtalmes.
Dans des récits médiévaux, comme la Chanson de Roland, le Roman d'Alexandre... Les acéphales sont belliqueux, ils peuvent former un corps de bataille ennemi, représentant l'alliance des démons ou créatures sataniques avec l'armée adverse ou païenne.
Au XIVe siècle, l'acéphale semble perdre de sa combativité. Dans le Voyage d'Outre-mer de Jean de Mandeville, un acéphale est représenté avec une fleur de lys à la main.
À la Renaissance, Ambroise Paré dans son Des monstres et prodiges (chapitre VIII), en représente un, de sexe femelle avec des oreilles sur les épaules, des yeux sur les omoplates, une trompe en guise de nez au milieu du dos. Le voyageur anglais sir Walter Raleigh (1552-1618) déclare avoir rencontré des acéphales lors de son exploration des Guyanes en 1595.
Au XVIIe siècle, Fortunio Liceti, dans son De monstrorum causis...(1616) reprend l'acéphale de Paré pour en faire un être plein de vie, lui attribuer aussi une fleur de lys, tout en le dotant d'une grande agilité pour manier la lance à cheval.
Nicolas A. Wassenaar, médecin d'Amsterdam a consigné une histoire, Een vreemd verhaal (nl) (Une histoire étrange), qui lui fut contée par Lourens Lourenszoon, un marin de la Zélande qui a vécu avec des indigènes du Suriname pendant huit ans avant de rentrer chez lui en 1626. Selon ce dernier, les Arocouros lui ont parlé d'un peuple d'humains sans tête ; ils lui montrèrent même un de ses membres, qu'ils tuèrent et mangèrent.
Au XVIIIe siècle, les acéphales sont généralement classés comme fabuleux. Cependant le missionnaire jésuite Joseph François Lafitau, dans son ouvrage sur les Mœurs des sauvages amériquains comparées aux mœurs des premiers temps (1724) signale la présence au Canada d'un « acéphale » tué par un Iroquois. Pour Lafitau, la présence d'acéphale aux Amériques témoigne d'une voie de migration de l'Ancien Monde au Nouveau, ce qui conforte la thèse du monogénisme (l'origine unique de l'humanité à partir d'un premier couple). 
L'acéphale n'est plus un être sans tête, mais un homme ayant une tête très enfoncée entre les épaules, donc qui peut être baptisé. Cette conformation peut résulter d'une contrainte mécanique exercée sur la tête des petits enfants, ou de l'imagination des femmes enceintes. Le souhait d'une future mère, qui trouve belle cette conformation, s'imprime sur le corps de son fœtus. Avec Lafitau, l'acéphale perd de son caractère monstrueux. Il devient un homme comme les autres, intégré dans une question scientifique de l'époque, à savoir l'éventuel passage entre l'Asie et l'Amérique.

## Dieux, démons et revenants
Un dieu acéphale ou akephalos, dont l'origine est mystérieuse selon Delatte, est présent en Égypte hellénistique. Il est tantôt un Dieu solaire, créateur, maître du tonnerre ou des morts, assimilé à diverses divinités d'Égypte ancienne, tantôt réduit à un démon que les magiciens cherchent à maitriser ou à torturer.
Dans le folklore français, les revenants acéphales sont innombrables, représentant le plus souvent des personnes assassinées. Ce serait à rapprocher de la coutume des anciens Celtes de trancher la tête de leurs ennemis, les revenants de guerriers vaincus étant forcément sans tête.

## Surréalisme
Le peintre surréaliste André Masson dessine pour la revue Acéphale, de Georges Bataille, une créature humaine acéphale, « à la fois aérienne et chtonienne, morte et vivante, simple et labyrinthique, humaine et cosmique ». Selon Bataille : « L'homme a échappé à sa tête, comme le condamné à sa prison ». Le monstre acéphale n'est plus interprété comme une marge, ou une infraction à la norme, mais comme le dépassement des contradictions entre l'humain et le non-humain, comme un cœur révélateur de la société.